# Izabella Teixeira

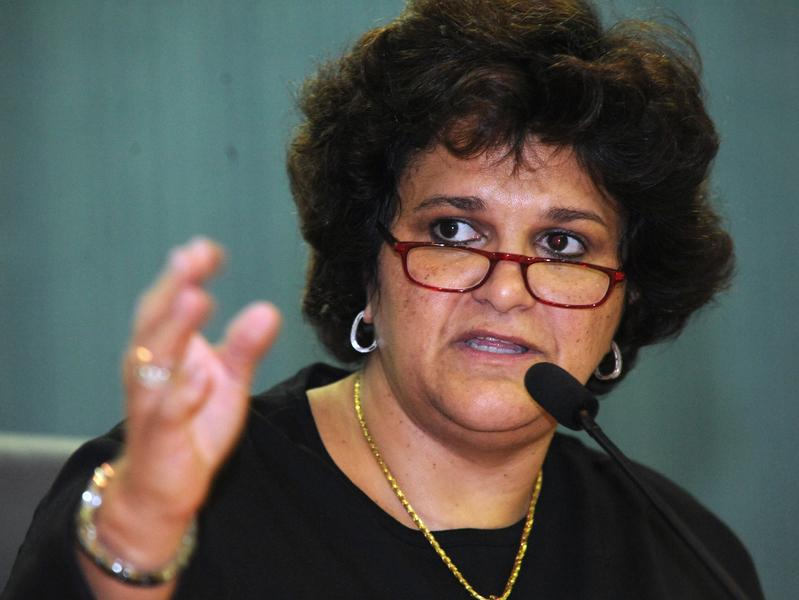
Izabella Teixeira (2010)

Izabella Mônica Vieira  Teixeira (* 9. Oktober 1961 in Brasília) ist eine brasilianische Politikerin. Seit dem 1. April 2010 war sie als Nachfolgerin von Carlos Minc Baumfeld Umweltministerin Brasiliens unter Luiz Inácio Lula da Silva und sodann Dilma Rousseff, bis sie am 12. Mai 2016 durch José Sarney Filho im Kabinett Temer abgelöst wurde. Vor ihrer Berufung zur Ministerin war sie an gleicher Stelle Staatssekretärin. Sie ist parteilos.
Teixeira studierte Biologie an der Universität Brasília; sie erwarb einen Master-Abschluss in Energieplanung und einen Doktortitel in Umweltplanung an der Universidade Federal do Rio de Janeiro. Am 24. September 2012 wurde sie von UN-Generalsekretär Ban Ki-moon zur Mitarbeit im High-Level Panel of Eminent Persons on the Post-2015 Development Agenda bestellt.
Auf die Frage zur Abholzung im brasilianischen Urwald, ob es nicht nötig sei, den Gesetzen mit mehr Polizisten Nachdruck zu verleihen, antwortete sie mit „Ja“. Es sei aber nicht möglich aller Gesetzesbrecher habhaft zu werden. Im November 2012 ließ sie verlauten, der Schwund an Amazonas-Urwald in Brasilien sei auf den niedrigsten Stand seit 1988 gefallen.
2013 wurde ihr der Champions of Earth Award verliehen.
Zu Beginn ihrer Ministerzeit wurde sie für hohe Reisekosten kritisiert.
Mit sieben weiteren ehemaligen Umweltministern wandte sie sich 2019 öffentlich gegen den Abbau der Umweltpolitik des Präsidenten Jair Bolsonaro.